# روائع البيان
روائع البيان تفسير آيات الأحكام من القرآن كتاب في علم التفسير، المتخصص في بيان الآيات القرآنية المشتملة على الأحكام الشرعية، مؤلفه: محمد علي الصابوني، يركز الكتاب على تفسير على ذكر مفردات اللغة، وتلخيص الأحكام المأخوذة من الآيات، ويذكر أقول العلماء المفسرين، وأقوال علماء اللغة، وعلماء مذاهب الفقه، والحديث.يعد الكتاب مرجعا علميا، ويمتاز بأسلوبه الواضح في الطرح.

## أسلوب التفسير
يفسر الكتاب الآيات القرآنية، من عدة جهات، فيبدء بالتحليل اللفظي لتوضيح المفردات ومعانيها واشتقاقها، ثم يذكر المعنى الإجمالي المأخوذ من الآيات، ويذكر سبب النزول،  ولطائف التفسير، ووجوه القراءات،  ووجوه الإعراب، ثم الأحكام الشرعية التي تدل عليها الآيات، ثم ما ترشد إليه الآيات الكريمة، ثم حكمة التشريع.

## نبذة عن المؤلف
ولد محمد علي الصابوني في حلب بسورية عام (1930م)، وهو من أسرة علمية، وكان والده من كبار علماء حلب، وبدء تعليمه في سن مبكر، فتعلم في: (الكتّاب) وحفظ القرآن فيه، ثم أكمل حفظه في الثانوية، ودرس أساسيات العلوم، ودرس العلوم الشرعية، وعلوم اللغة العربية، وأخذ تعليمه على يد والده، وعلى كبار علماء سورية منذ صغره، وتدرج في مراحل التعليم حتى ابتعثته وزارة الأوقاف السورية إلى الأزهر بالقاهرة على نفقتها للدراسة الجامعية، فحصل منها على شهادة كلية الشريعة بتفوق عام (1952م)، ثم أكمل دراستة التخصصية فتخرج منها عام (1954م) وحصل على شهادة العالمية في    تخصص القضاء الشرعي، بامتياز، وكانت هذه الشهادة أعلى الشهادات في ذلك الحين، وهي تعادل -حاليا- شهادة الدكتوراه، ثم رجع بعد دراسته في مصر إلى بلده سورية، فعين أستاذا لمادة الثقافة الإسلامية في ثانويات حلب الشهباء ودور المعلمين، وبقي في التدريس ثمان سنوات، إلى عام (1962م)، ثم انتدب من قبل وزارة التعليم السورية، أستاذا معارا إلى السعودية، للتدريس بكلية الشريعة والدراسات الإسلامية، وكلية التربية بالجامعة بمكة المكرمة.

## النشر
نشر أول مرة في دار القرآن الكريم ببيروت سنة 1391 هـ الموافق 1971 م في 2 مجلد.